# دبیرخانه پیمان جنوبگان
دبیرخانه پیمان جنوبگان سازمانی است که در سال ۲۰۰۳ (میلادی) در نشست شورای پیمان جنوبگان پدید آمد تا کارهای نشست شورای پیمان جنوبگان را مدیریت کند. نمونه آن پشتیبانی از نشست‌های سالانه کشورهای امضا کننده سیستم پیمان جنوبگان، و انتشار گزارش نشست سالانه شورای پیمان جنوبگان هستند. دبیرخانه، بر پایه مقدار ۱ (۲۰۰۳) در شانزدهمین نشست مشورتی پیمان جنوبگان در اسپانیا تصویب شد. مقدار ۱ به غیر از پدیدآوری دبیرخانه، کارکرد و بودجه آنرا نیز تعیین می‌کند. دبیرخانه در ۱ سپتامبر ۲۰۰۴ (میلادی) آغاز به کار کرد. تا پیش از آن سیستم پیمان جنوبگان، هیچ سازمان دایمی نداشت.
دیگر کارهای دبیرخانه، پشتیبانی از جلسه‌های کمیته حفاظت از محیط زیست، بهبود پیوند بین کشورهای امضا کننده سیستم پیمان جنوبگان، و همچنین ترکیب و ذخیره و توزیع اطلاعاتی مانند پیشینه نشست شورای پیمان جنوبگان و کمیته حفاظت از محیط زیست می‌شود.
ستاد دبیرخانه پیمان جنوبگان در بوئنوس آیرس آرژانتین است.
بر پایه دستور نشست شورای پیمان جنوبگان، کارهای دبیرخانه پیمان جنوبگان به قرار زیر هستند:
- آماده‌سازی و پشتیبانی از نشست شورای پیمان جنوبگان و دیگر نشست‌ها
- گردآوری، نگهداری، و انتشار پیشینه نشست شورای پیمان جنوبگان
- آسان‌سازی داد و ستد اطلاعات بین کشورهای عضو که بر پایه پیمان و پروتکل نیاز به داد و ستد اطلاعات دارند
- فراهم‌آوری آگاهی دربارهٔ سیستم پیمان جنوبگان به توده مردم